# Хейтер, Уильям
Сэр Уильям Гуденаф Хейтер (англ. William Goodenough Hayter; 1 августа 1906, Оксфорд — 28 марта 1995) — дипломат Великобритании.
Рыцарь-командор ордена Святых Михаила и Георгия (01.05.1953, кавалер 1948).
Сын Уильяма Г. Хейтера (1869—1924).
Учился в колледже Винчестера и Нью-колледже Оксфорда.
С апреля 1934 по январь 1937 года в СССР, с октября 1935 года второй секретарь посольства.
В 1948—1949 годах возглавлял Объединённый разведывательный комитет.
C октября 1953 года по февраль 1957 года посол Великобритании в СССР. Именно он предложил Энтони Идену пригласить Булганина и Хрущёва посетить Великобританию. Сопровождал их в поездке.
В 1958—1976 годах ректор Нью-колледжа Оксфорда (New College, Oxford).